# かねさだ雪緒
かねさだ 雪緒（かねさだ ゆきお、6月11日 - ）は、日本の漫画家、女優、タレント。長崎県五島市出身。所属事務所は太田プロダクション。旧芸名、川端 良香。

## 来歴
2000年、森岡利行監督『クラヤミノレクイエム』にて女優デビュー。「川端良香」の芸名で劇団STRAYDOG公演（北村一輝ら共演）、野田英樹演出『贋作・桜の森の満開の下』（深津絵里、堤真一ら共演）の舞台、またテレビドラマや映画などで、女優としての活動の場を広げる。
2001年、女優業と並行して、漫画『マイ・フェア・ガール』が第48回小学館新人コミック大賞少女・女性部門に入選。「かねさだ雪緒」のペンネームで、『デラックス別コミ』夏の超特大号に同作品が掲載され、漫画家としてデビュー。2003年、かねさだ雪緒に芸名とペンネームを統一。2004年には嶽本野ばら原作映画『下妻物語』のコミック化など、以後も漫画家・女優として活動。現在ではネットコミック、イラストレーターとして活動している

## 人物
- 好きなアーティストに、アルフォンス・ミュシャ、ポール・セザンヌ、ルネ・マグリット、平櫛田中、小磯良平を挙げ、趣味は、油絵（東光展入選）、パソコン、旅行、日本史としている。
- 2005年放送のクイズ番組『クイズ!ヘキサゴン』（フジテレビ）では4位。2006年放送の『まんとら〜マンガ虎の穴〜』（テレビ神奈川）でもクイズ好きな一面を見せた。

## 単行本
小学館 フラワーコミックスより
- 下妻物語（2004年） ※嶽本野ばら原作
- ママの恋人（2007年）
- 放課後ホストクラブ（2007年）
- 純愛ホストクラブ（2008年）
- それぞれのあらしのよるに
- あなたがメガネをはずしたら（2008年）
- 群青（2009年）※宮木あや子原作
- はじめてのおふろ（2009年）
- 囚われの恋（2009年）

大都社 大都コミックスより
- 嘘つきなキス（2012年12月12日発売）

## 出演

### テレビドラマ
- はぐれ刑事純情派 第10、11シリーズ（1997年 - 1998年 テレビ朝日系） - 鑑識役
- 美少女H3（フジテレビ）
- 東京らぶ（2000年2月、日本テレビ shin-D）
- はみだし刑事情熱系 第5シリーズ 第7話（2000年10月 - 2001年3月、テレビ朝日系）
- 塩カルビ 第11話（2002年10月 - 12月、テレビ神奈川・京都放送） - 秘書役
- 転がしお銀（2003年10月 - 12月、NHK 金曜時代劇）
- お祭り弁護士・澤田吾朗4（2004年1月、テレビ朝日系 土曜ワイド劇場）

### その他テレビ番組
- スーパージョッキー（バラエティー番組、日本テレビ系）
- ものまねバトル大賞（バラエティー番組、日本テレビ系）
- メキシコ三都物語（2005年1月、ドキュメンタリー番組、京都放送）
- まんとら〜マンガ虎の穴〜（2005年9月・2006年1月、トーク番組、テレビ神奈川）
- クイズ!ヘキサゴン（フジテレビ）
- 伝説の天才（2005年8月、フジテレビ）
- 踊る!さんま御殿!!（バラエティー番組、日本テレビ系）
- ペケ×ポン（2014年1月、フジテレビ）
- 見る人が見た！！（2015年4月、テレビ朝日）
- 闇芝居（2018年7月・2019年7月・2021年1月、テレビ東京）

### 舞台
- STRAYDOG『クラヤミノレクイエム』（2000年4月、森岡利行演出、SPACE107）
- STRAYDOG『路地裏の優しい猫』（2000年7月、森岡利行演出、ザ・ポケット）
- STRAYDOG『悲しき天使』（2000年12月、森岡利行演出、ザ・ポケット） - 主演
- 贋作・桜の森の満開の下（2001年6月、野田秀樹演出、新国立劇場）

### 映画
- クラヤミノレクイエム（2000年、森岡利行監督）

### ラジオ番組
- おとなSTYLE・TYPE-A（2001年10月 - 2002年1月、WOWOW）

### CM
- テルモ
- 福岡シティ銀行